# Aerodramus sororum
Aerodramus sororum là một loài chim trong họ Apodidae.